# Храпачі
Храпачі́ — село в Україні, в Білоцерківському районі Київської області. Входить до складу Білоцерківської міської громади. Населення становить 467 осіб.

## Назва
В минулому місцина називалася Роток Горний. 1652 року в податковому реєстрі Білоцерківшини згадуються села «Rutek pod Miastem», «Pieszczana», та «Rutek Gorny alias Chrapacze». Назва польською мовою зустрічається як Hrapacze або Chrapacze. Назва Храпачі пішла від прізвища козацької родини, що мешкала тут, що перекладається як Викрадачі. За часів Б.Хмельницького цей рід був дуже численним. У реєстрі козаків Білоцерківського полку 1649 року значаться рядові козаки: Петро (Петро), Юсько, Іван, Васько (Василь) Хропачі, Петро Храпаченко, Іван Храпач у Чорнокамінській сотні. Остання згадка про представника роду Храпачів, які мешкали в селі, належать до 1652 року, коли там проживала «вдова Храпачиха».

## Історія

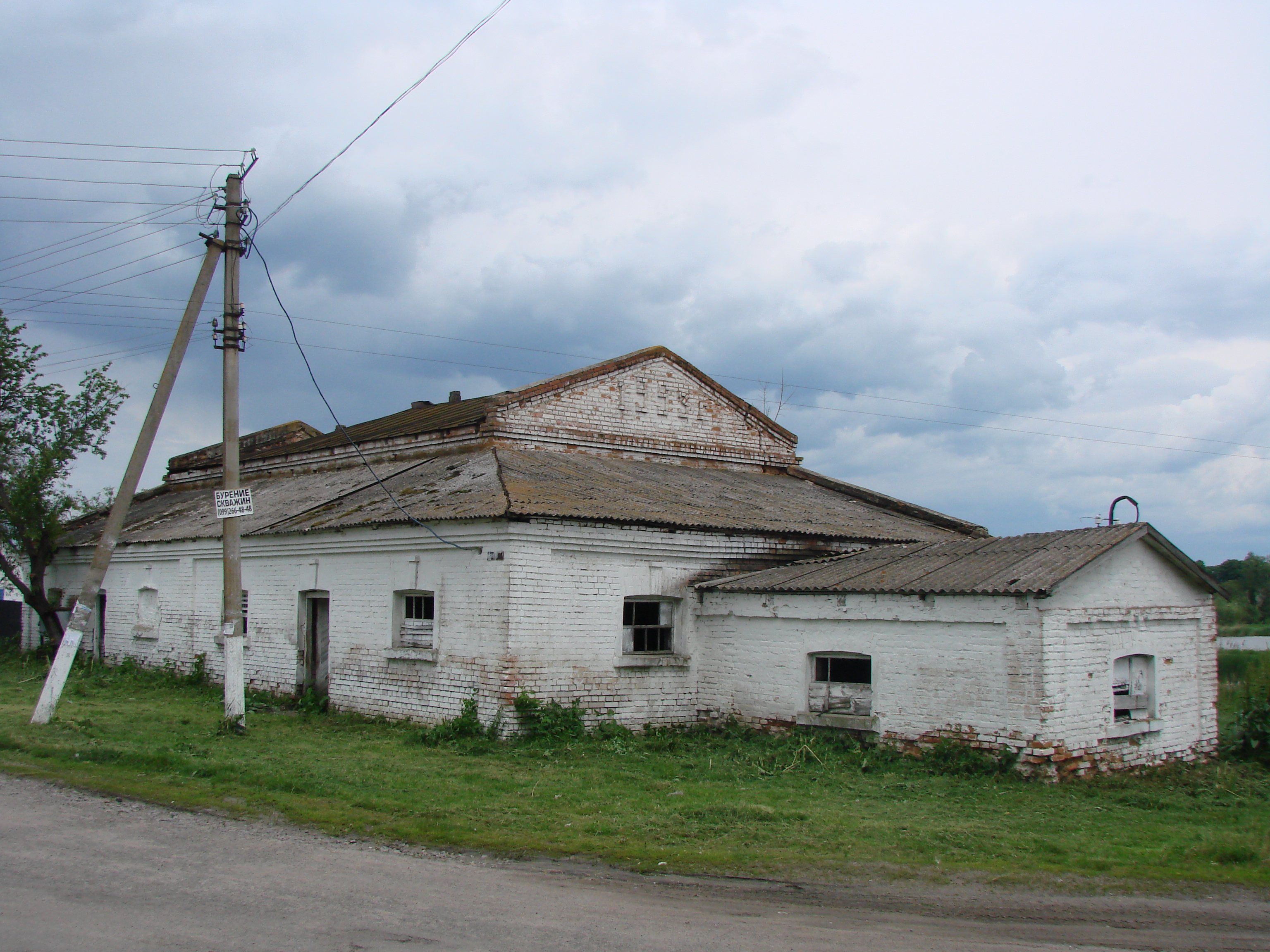
Храпачі, старий млин

У «Сказаниях о населенных местностях Киевской губернии или статистические, исторические и церковные заметки обо всех деревнях, селах, местечках и огородах, в пределах губернии находящихся» відомий краєзнавець Лаврентій Похилевич пише, що Храпачі — село в 10-ти верстах від Білої Церкви в степу, по річці Роток. Село це складається з чотирьох частин або кутків, поділених невеликими смугами полів, які мають особливі найменування: Соколівка, Глушки, Скребиші і власне Храпачі. Жителів обох статей 1702 (в Храпачах і Скребишах, поділених тільки річкою 988, в Глушках вище по річці на 1 версту 291, в Соколівці, версти дві ще вище 423) і понад те римських католиків 92. Між кутками Соколівка і Глушко є стародавнє городище оточене з трьох сторін Ротком і болотами, а з четвертої земляним валом з ровом, довжиною в 340 сажнів. Всього простору в ньому 136 десятин 400 сажнів. На цьому місці, за переказами, знаходився колись місто Соколів. Поблизу із західного боку Соколова, де нині куток Соколівка, на крутому березі є інше невелике земляне укріплення, що укладає в собі тільки півтори десятини простору.
У 1896 році зведена дерев'яна церква святого Архістратига Михайла.
Під час організованого радянською владою Голодомору 1932—1933 років померло щонайменше 259 жителів села

### Німецько-радянська війна
19 липня 1941 року села Пологи, Глушки, Скребиші зайняли військові 6-й СК 159сд 6-ї армії, які відступали з напрямку Білої Церкви .
20 липня 1941 року 6-й СК 159сд  тримає оборону на рубежі Лосятин, Олійникова Слобода, маючи перед фронтом до полку мотопіхоти ворога з танками .
22 липня 1941 року 6-й СК 159сд обороняв рубіж Олійникова Слобода, Антоновка.
24 липня 1941 року радянські війська зайняли Скребиші, вели бій за Глушки.
26 липня 1941 року 6-й СК 159сд відступає під натиском ворога, займає рубіж Яцьки, Макіївка, Семенівка. З цього часу Храпачі перебували під німецькою окупацією. Відвоювання від окупантів відбувалося під час Житомирсько-Бердичівської наступальної операції військами 86сп, 42сп, 21сп 180 сд 27 армії.
1 січня 1944 року сили 180 сд зайняли позиції у Черняхівці та на схід від Саливонки на висоті 188,7 м для наступу на Лосятин. Під потужним вогнем ворога вояки відступили до Черняхівки.
2 січня 1944 року радянські вояки зайняли частину Лосятина та курган на схід від Лосятина, ворог відійшов на рубіж Олійникова Слобода-Скребиші.
3 січня 1944 року взяли західну частину Лосятина, атакували ворога на рубежі Олійникова Слобода. Ворог зустрів щільним кулеметним вогнем, та вогнем прямим наведенням з чотирьох танків Ferdinand. Підрозділи повернулись на початкові позиції.
4 січня 1944 року вночі після масованої артпідготовки на схід від Лосятина, радянські воїни пішли у наступ і взяли Олійникову Слободу та позиції за 800 м на північ від Антонівки.
5 січня 1944 року на світанку 86сп увійшов у Храпачі та висунувся у бік рубежу радгоспу імені Калініна. Інші підрозділи під потужним мінометним вогнем ворога підійшли до північно-західної частини Антонівки.

## Пам'ятки, визначні місця

### Церква святого Архістратига Михайла
Церква святого Архістратига Михайла згадується у візитах 1740 і 1746 років Білоцерківського деканату як така, що давно існувала; при чому побудова тодішньої дерев'яної церкви віднесено до 1730 року. Коли ця вона занепала, на її місці у 1847 році збудована нова дерев'яна з вживанням деяких придатних матеріалів від старої. За штатом вона належала до 5-го класу; землі мала 42 десятини. У 1896 році була зведена нинішня дерев'яна Свято-Михайлівська церква в єпархіальному стилі. Церква п'ятизрубна, хрещата в плані, будівлю якої увінчував купол.
У XIX столітті до церкви святого Архістратига Михайла були приписані села Храпачі, Соколівка, Глушки, Скребиші, які належали до Гребінківської волості Васильківського повіту Київської губернії.
У 1930-х роках більшовики знесли верхи та розмістили в будівлі сільський клуб. У 1992 році сільрада повернула церква вірянам. У 1992—2023 роках релігійна громада святого Архистратига Божого Михаїла належала до УПЦ МП. 26 червня 2023 року місцева релігійна громада перейшла з УПЦ МП до Православної церкви України. 25 грудня 2023 року у Свято-Михайлівському храмі спалахнула пожежа. Рятувальники гасили вогонь на площі 300 м² упродовж півтори години. Попередня причина займання — коротке замикання. Остаточні результати до поліції нададуть експерти.

## Населення

### Мова
Розподіл населення за рідною мовою за даними перепису 2001 року:
| Мова       | Кількість | Відсоток |
| ---------- | --------- | -------- |
| українська | 462       | 98.93%   |
| російська  | 4         | 0.86%    |
| білоруська | 1         | 0.21%    |
| Усього     | 467       | 100%     |

## Відомі люди
- Павлуша Сергій Валерійович (1987—2014) — солдат 72-ї окремої механізованої бригади Збройних сил України, учасник російсько-української війни.
- Плющ Марія Яківна — український мовознавець і методист, доктор філологічних наук.